# 大眼斑雉
大眼斑雉（学名：Argusianus argus，另名百眼雉雞）是一種分佈在東南亞婆羅洲、蘇門答臘及馬來半島密林的雉。在亞洲一些地區被認為就是鳳凰或鸾鸟的现实化身。

## 特徵
大眼斑雉身體為褐色，頭及頸均為藍色，上胸赤紅色，冠及頸背的羽毛為黑色，腳呈紅色。雄雞是雉科所有種中最大的，長達2米。牠們的尾羽很長。雄雞最特別的地方是有很大、很闊及很長的次級飛羽，飛羽上有大眼裝飾。雌雞較細小及沉色，尾羽較短，眼狀裝飾亦較細小。雄性小雞3歲就會有成年的羽毛。

## 行為

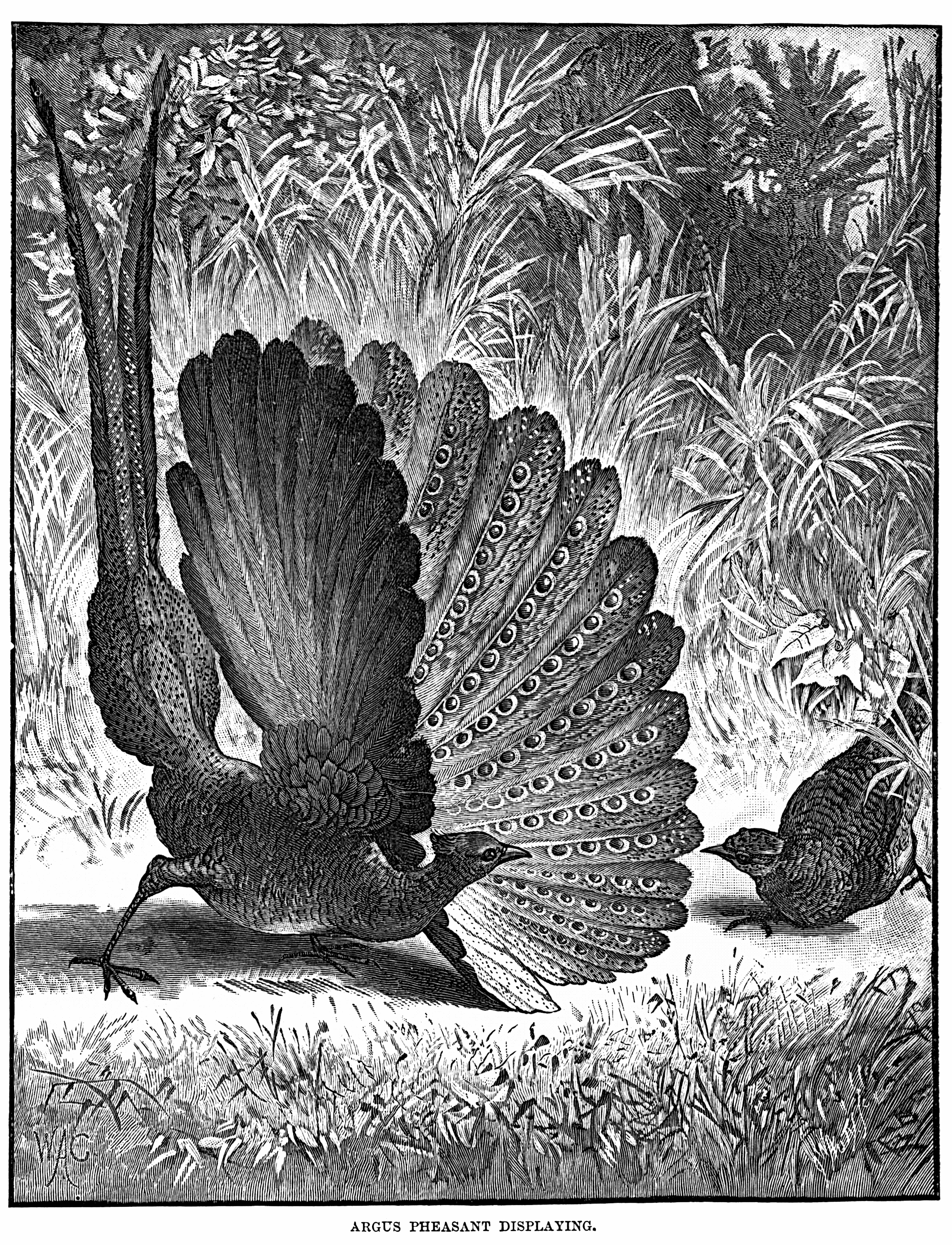
雄性大眼斑雉的示愛方式。

大眼斑雉會於早上及晚上在底層覓食。牠們並沒有雞形目的油脂腺，而雌雞每次只會生2隻蛋。
大眼斑雉並不像其他雉科般色彩耀目，但其求愛方式卻十分獨特。雄雞會在森林中清理場地，準備求愛之用。雄雞會大聲啼叫來吸引雌雞，並在雌雞面前張開雙翼成扇狀，展示雙翼上的「眼睛」，真正的眼睛則藏在當中，注視著雌雞。故此，卡爾·林奈（Carolus Linnaeus）為牠們取了希臘神話中百眼巨人阿耳戈斯為其學名。
大眼斑雉的求愛方式很像一些一夫多妻制的鳥類，且很多人都相信牠們在野外是一夫多妻制的，不過牠們其實是一夫一妻制的。

## 保育
由於不斷失去棲息地及被獵殺，大眼斑雉被世界自然保護聯盟列為近危，且受到《瀕危野生動植物種國際貿易公約》附錄二的保護。